# Garden Acres
Garden Acres ist ein census-designated place (CDP) im San Joaquin County im US-Bundesstaat Kalifornien mit 11.398 Einwohnern (Stand: 2020). Das Stadtgebiet hat eine Größe von 6,7 km².